# Valentine de Riquet de Caraman-Chimay
Valentine Marie Henriette de Riquet de Caraman–Chimay (n. 15 februarie 1839 – d. 25 august 1914) a fost o prințesă belgiană.

## Biografie

### Originea
Valentine Marie Henriette a fost fiica cea mică a unui diplomat și industriaș belgian, Joseph de Riquet de Caraman, al XVII-lea prinț de Chimay, și a autoarei de memorii Émilie Pellapra, văduva contelui de Brigode. Din căsătoria lor, Valentine a mai avut trei frați: Joseph de Riquet de Caraman-Chimay, Emilie de Riquet de Caraman (soția lui Frédéric Lagrange) și Eugène de Riquet de Caraman (căsătorit cu Louise de Graffenried-Villars). În plus, a mai avut un frate vitreg din prima căsătorie a mamei sale, pe nume Henri, marchiz de Brigode, care a devenit primar al comunei Romilly și s-a căsătorit cu Annette du Hallay-Coëtquen.
Bunicii ei pe linie paternă au fost François-Joseph-Philippe de Riquet, al XVI-lea prinț de Chimay, și Tereza Cabarrus, una dintre personalitățile emblematice pentru societatea pariziană din timpului Directoratului francez. Bunicii pe linie maternă au fost Françoise-Marie LeRoy și finanțatorul Henri de Pellapra, deși Émilie a susținut deseori că ar fi fiica lui Napoleon. Nepoata ei, Hélène Marie de Riquet de Caraman, s-a căsătorit cu John Francis Charles, al VII-lea conte de Salis-Soglio.

### Viața particulară
Valentine s-a căsătorit cu prințul Paul de Bauffremont-Courtenay (1827–1893) pe 13 aprilie 1861. Acesta a fost un general francez, cunoscut pentru că a condus armata franceză în Bătălia de la Sedan din 1870, alături de generalul Gaston Alexandre Auguste. Valentine și prințul de Bauffremont-Courtenay au divorțat în 1875. Împreună au avut două fiice: prințesa Catherine Marie-Josèphine de Bauffremont-Courtenay (1862-1932), care s-a căsătorit cu diplomatul Nicolas Wlassow, în București, în 1888, și prințesa Jeanne-Marie-Émilie de Bauffremont-Courtenay (1864-1935), căsătorită cu Don Luigi Sanfelice, prinț de Viggiano, marchiz de Monteforte.
Înainte de divorț, Valentine a născut o fată, Marcela, concepută cu prințul român George Bibescu. Prințesa Marcela Bibescu (1873–1957) s-a căsătorit cu Nicolae Vasile Cantacuzino și au fost părinții architectului George Matei Cantacuzino.
În 1875, Valentine s-a căsătorit cu prințul George Bibescu (1834-1902), fiul lui Gheorghe Bibescu și al primei sale soții, Zoe Brâncoveanu. După căsătorie, Valentine și George au mai avut împreună trei copii:
- prințesa Nadège Bibescu (1876–1955) s-a căsătorit cu prințul Barbu Știrbey, cel care avea să devină prim-ministru al Regatului României în 1927;
- prințul George-Valentin Bibescu (1880–1941) s-a căsătorit cu scriitoarea Martha Bibescu, fiica lui Ioan Lahovari și a prințesei Smaranda (Emma) Mavrocordat;[12][13]
- prințul George Bibescu (1878–1879), care a decedat la scurt timp de la naștere.